# 흥천초등학교
흥천초등학교는 대한민국 경기도 여주시 흥천면 효지리 소재의 공립 초등학교이다.

## 연혁
| 1930년 | 8월 29일 | 흥천공립보통학교(4년제) 개교          |
| 1938년 | 4월 1일  | 효지공립심상소학교 개칭               |
| 1941년 | 4월 1일  | 효지공립국민학교(6년제) 개칭          |
| 1950년 | 2월 1일  | 흥천국민학교로 개칭                   |
| 1996년 | 3월 1일  | 흥천초등학교로 개칭                   |
| 2014년 | 9월 1일  | 제21대 김명희 교장 취임               |
| 2015년 | 2월 13일 | 제82회 졸업식(졸업누계 5,993명)       |
| 2015년 | 3월 1일  | 7학급(특수반 1학급)편성, 유치원 1학급 |
| 2017년 | 2월 3일  | 제84회 졸업식(졸업누계 6,016명)       |
| 2017년 | 3월 1일  | 제22대 황규애 교장 취임               |
| 2017년 | 3월 1일  | 7학급(특수반 1학급)편성, 유치원 1학급 |

## 참고 자료
- 흥천초등학교 - 한국교육학술정보원 학교알리미